# Зинија (Илиноис)
Зинија (енгл. Xenia) град је у америчкој савезној држави Илиноис.

## Демографија
По попису из 2010. године број становника је 391, што је 16 (-3,9%) становника мање него 2000. године.
| Група             | 2000.       | 2010.       |
| Белци             | 386 (94,8%) | 379 (96,9%) |
| Афроамериканци    | 0 (0,0%)    | 0 (0,0%)    |
| Азијати           | 0 (0,0%)    | 0 (0,0%)    |
| Хиспаноамериканци | 16 (3,9%)   | 10 (2,6%)   |
| Укупно            | 407         | 391         |